# Серкал (Орен)
Серкал (порт. Cercal) — район (фрегезия) в Португалии, входит в округ Сантарен. Является составной частью муниципалитета Оурен. По старому административному делению входил в провинцию Бейра-Литорал. Входит в экономико-статистический субрегион Медиу-Тежу, который входит в Алентежу. Население составляет 896 человек на 2001 год. Занимает площадь 8,06 км².